# Плувијано (Пескара)
Плувијано (итал. Pluviano) је насеље у Италији у округу Пескара, региону Абруцо.
Према процени из 2011. у насељу је живело 49 становника. Насеље се налази на надморској висини од 361 м.